# Pomniki papieża Jana Pawła II
Pomniki papieża Jana Pawła II – pomniki rzeźbiarskie i architektoniczne wzniesione dla upamiętnienia osoby i pontyfikatu papieża Jana Pawła II w Polsce i poza jej granicami. Do momentu śmierci w 2005 r. w Polsce powstało ponad 230 posągów przedstawiających papieża-Polaka, w latach 2005–2009 wzniesiono kolejnych 300, a w kolejnych latach różne źródła podawały sumaryczną liczbę 700 lub 800 pomników.

## Zjawisko

### Historia i chronologia

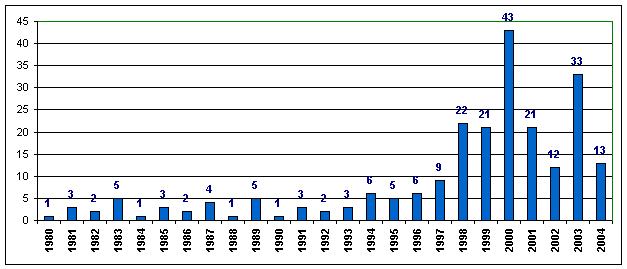
Wykres przedstawiający częstotliwość odsłaniania pomników Jana Pawła II w Polsce w latach 1980–2005

Zwyczaj stawiania pomników papieżom datuje się od czasów średniowiecza, większą skalę przyjął w czasach nowożytnych. Pomniki zazwyczaj umieszczane były w kościołach, bazylikach rzymskich, jak również na placach miast należących do Państwa Kościelnego.
W Polsce od roku 1980 zaczęło być widoczne zjawisko stawiania pomników Janowi Pawłowi II. Za czasów PRL nie miało ono charakteru masowego, nieliczne monumenty stawiane były na terenach przykościelnych, często w miejscach ukrytych i dyskretnych (np. za prezbiterium kościoła, przy plebanii). Od 1998 roku dynamika powstawania pomników przybrała na sile, swoje maksimum uzyskując w roku 2000 (był to Rok Jubileuszowy oraz pierwsza rocznica najdłuższej, siódmej pielgrzymki Jana Pawła II do Polski w roku 1999) – odsłonięto wówczas blisko 50 pomników tego papieża. Dziewięć lat po śmierci Jana Pawła II, liczbę rzeźbiarskich, pełnoplastycznych pomników odsłoniętych w Polsce należy ocenić na około 700 obiektów. Liczba innych form pamięci: krzyży, kamieni pamiątkowych, obelisków, płyt i tablic pamiątkowych jest trudna do oszacowania, rząd wielkości należy oceniać na kilka tysięcy dzieł.

### Rozmieszczenie geograficzne
Do momentu śmierci Jana Pawła II, 2 kwietnia 2005 roku, w Polsce stanęło nieco ponad 230 rzeźbiarskich, przestrzennych pomników papieża Polaka. Najwięcej, na terenach Polski Południowej i Środkowej, szczególnie w okolicach Krakowa, Tarnowa oraz Łodzi. Wiele z nich znajduje się w Krakowie. Analiza rozmieszczenia geograficznego tych dzieł wykazuje, że najwięcej jest ich na terenach dawnych zaborów austriackiego i rosyjskiego, najmniej zaś na zachodzie i północy kraju (m.in. dzieła ze Szczecina i Polic). Po roku 2005 różnice w gęstości rozmieszczenia zaczęły się częściowo zacierać.

### Artyści
Pierwszy pomnik odsłonił jesienią 1980 roku kardynał Franciszek Macharski na dziedzińcu Pałacu Biskupiego w Krakowie. Stojąca statua jest dziełem włoskiej rzeźbiarki Iole Sensi Croci, podarowana została Krakowowi przez włoskich artystów. Pierwszym pomnikiem zrealizowanym przez polskiego rzeźbiarza jest monumentalna, brązowa figura przy bazylice-katedrze w Tarnowie, wyrzeźbiona i odlana przez Bronisława Chromego, odsłonięta 21 czerwca 1981 roku.
Kraj zalewają też tańsze odlewy wykonywane z różnorodnych materiałów (brąz, polimery, beton) przez komercyjne wytwórnie. Często niskiej jakości, artystycznie mierne, są jednak tanie (koszt figury – ok. 4-5 tys. PLN) i dlatego spotykają się z zainteresowaniem inwestorów.

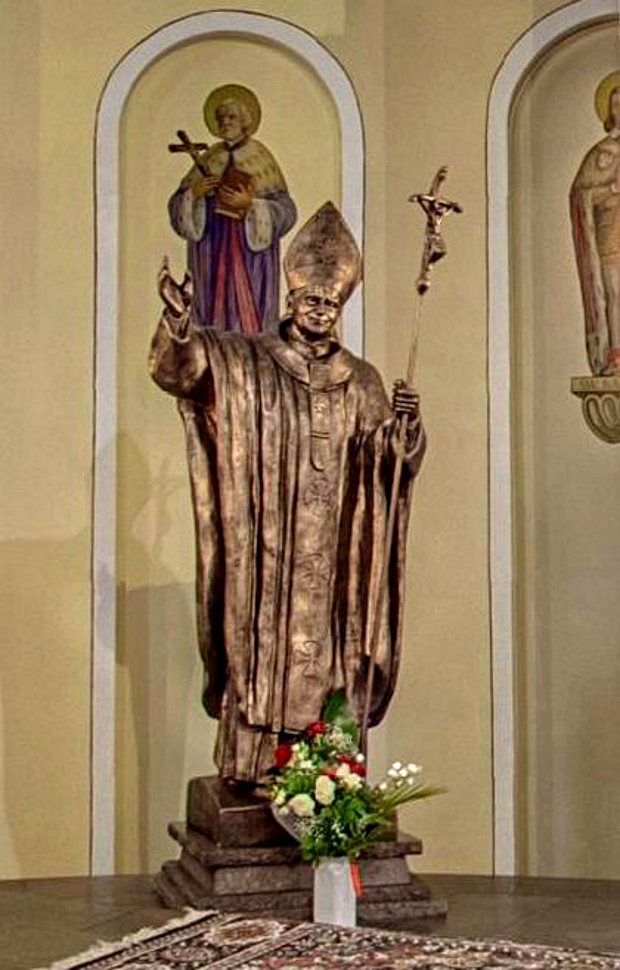
Figura św. Jana Pawła II w prezbiterium kościoła w Bączalu Dolnym

### Sytuacja po 2 kwietnia 2005
Po śmierci Jana Pawła II, wznoszeniem papieskich pomników coraz częściej zainteresowane są lokalne samorządy, które ogłaszają konkursy (w latach 2005–2006 m.in. w: Piekarach Śląskich, Bielsku-Białej, Ostrowcu Świętokrzyskim, Stargardzie, Częstochowie, Toruniu, Ostrowi Mazowieckiej, Tarnogrodzie, Wrześni).
Zjawisko stawiania pomników Janowi Pawłowi II nie słabło. Powoli jednak zmieniała się funkcja zarówno nowych, jak i starych monumentów. Dzieła memoratywne nabierały funkcji kultowych, stając się figurami kandydata na ołtarze i w efekcie – osoby świętej. Jednocześnie przełamywane są dawne ograniczenia, tak w pomnikach rzeźbiarskich, jak i architektonicznych, czego przykładem może być odsłonięty 11 listopada 2006 roku pomnik Biblioteka Świętego Pielgrzyma w Głogowie (autorstwa Eugeniusza Józefowskiego i Adama Olejniczaka) czy nie zrealizowana do końca próba stworzenia przestrzennego monumentu w Ostrowcu Świętokrzyskim (autorstwa Andrzeja Zwolaka).
Obok pomników rzeźbiarskich istnieją również pomniki architektoniczne (przykład wspomnianego powyżej monumentu z Głogowa), krzyże i kamienie pamiątkowe, ołtarze, również figury i posągi umieszczane we wnętrzach (świątyń m.in. w kościele w Bączalu Dolnym czy szkół), lub na ich elewacjach (w niszach, na konsolach itp).

### Pomniki na świecie
Do momentu śmierci Jana Pawła II jego pomniki zrealizowane poza granicami Polski i znajdowały się w większości w USA, Kanadzie, Brazylii, Argentynie. Drugim wyznacznikiem, aktualnym do dziś, jest ich obecność w krajach o przeważającym wyznaniu katolickim, choć do 2001 r. wystawiono je m.in. w Japonii, Rumunii czy na Ukrainie. Skala zjawiska na świecie nigdy nie osiągnęła wielkości znanej z Polski, choć obecnie ilość pomników rzeźbiarskich znajdujących się poza krajem można szacować na ok. 200. Wiele z nich zostało zrealizowanych przez artystów polskich, są to przypadki albo kupowania gotowej figury w Polsce, albo zamawiania jej u artysty bądź nawet sprowadzanie go na miejsce na czas ostatecznej realizacji dzieła. Warto przy okazji zagranicznych pomników Jana Pawła II odnotować kilka dotyczących ich ciekawostek:
- największy pomnik znajduje się w Częstochowie – ma 14 m wysokości; inne: w Guadalupe w Meksyku i Ćennaju w Indiach mierzą ponad 6 m,
- Pomnik Jana Pawła II w Ploërmel we Francji stał się znany na świecie z powodu związanych z nim kontrowersji[9]. Obecnie na skutek decyzji administracyjnej zagrożony jest wyburzeniem[brak potwierdzenia w źródle],
- najbardziej odległy od Polski pomnik znajduje się w Aganie na wyspie Guam, jest to jedyny pomnik Jana Pawła II obracający się wokół własnej osi,
- w Toronto stoi pomnik, w którym Jan Paweł II ma źrenice w kształcie serc, pomnik jest dziełem Alexandra von Svobody,
- po 4 pomniki znajdują się w Nowym Jorku i Chicago.
- pomnik w San Cristóbal de La Laguna na Teneryfie.
- pomnik Papieża Jana Pawła II w Kiszyniowie (instalowany w 2016). Autor mołdawski rzeźbiarz Wiaczesław Żyglicki.

### Krytyka
Masowe stawianie pomników papieża stało się obiektem krytyki wśród opinii publicznej i często używa się wobec niego pejoratywnego określenia pomnikoza. Podkreśla się karykaturalność niektórych pomników (przez co zostały one charakterystycznie nazwane, np. papież-Yoda, papież-Syrena, papież-Godzilla), ich nadmierną liczbę, marne walory artystyczne i estetyczne, kiczowatość. Wiele z pomników stało się obiektem internetowych żartów i memów, powstają nawet zestawienia i atlasy najbrzydszych czy najdziwniejszych monumentów.

## Pomniki Jana Pawła II w Polsce (lista niepełna)
| Lokalizacja                                                                 | Rok odsłonięcia | Autor                                     | Opis, fundatorzy, uwagi | Zdjęcie |
| Augustów, Studzieniczna                                                     | 2000 | Czesław Dźwigaj                           | Dla upamiętnienia wizyty Ojca Świętego Jana Pawła II 9 czerwca 1999 r. w Studzienicznej w 2000 r. wzniesiono pomnik autorstwa Czesława Dźwigaja z inskrypcją: „Byłem tu wiele razy, ale jako papież po raz pierwszy i chyba ostatni”. | |
| Bolków                                                                      | 2006 | Zbigniew Podurgiel                        | Pomnik powstał dzięki zbiórkom pieniężnym mieszkańców gminy Bolków oraz Społecznemu Komitetowi Budowy Pomnika. Odsłonięcia pomnika dokonał ordynariusz diecezji świdnickiej bp Ignacy Dec 2 kwietnia 2006 r.. | |
| Białystok                                                                   | |                                           | | |
| Chomranice, kościół św. Maksymiliana Marii Kolbego                          | 2000 | Czesław Dźwigaj                           | Kopia rzeźby ze Studzienicznej | |
| Częstochowa                                                                 | |                                           | | |
| Dukla, ul. Trakt Węgierski, koło Klasztora pw. św. Jana z Dukli w Dukli     | 1998 | Maksymilian Biskupski                     | Pomnik powstały po wizycie Jana Pawła II w Dukli w 1997. Stanowi on kompleks trzech pomników, wraz z pomnikiem św. Jana z Dukli i krzyżem pojednania. Stanął on w miejscu działa samobieżnego ISU-152, który był pomnikiem poświęconym bohaterom walczącym o przełęcz Dukielską. | |
| Elbląg, katedra                                                             | |                                           | | |
| Elbląg, Kościół bł. Doroty                                                  | |                                           | | |
| Ełk, plac Jana Pawła II                                                     | | Czesław Dźwigaj                           | | |
| Gdańsk                                                                      | |                                           | | |
| Gdynia                                                                      | |                                           | | |
| Goleniów, kościół św. Jerzego                                               | | Czesław Dźwigaj                           | | |
| Gorzów Wielkopolski                                                         | 1999 |                                           | Pomnik ten, odsłonięty w 1999 r. stoi na placu Jana Pawła II, który mieści się na gorzowskiej dzielnicy Górczyn. Prezentuje on postać Papieża z otwartymi rękami a napis głosi: „Nie bójcie się dawać świadectwa, nie lękajcie się świętości”. Pomnik stoi w miejscu odprawienia mszy polowej w roku pielgrzymki Papieża Jana Pawła II do ojczyzny, i jego pobytu w Gorzowie. Pomnik jest oświetlony nocą. Upamiętnia wizytę Ojca Świętego Jana Pawła II w Gorzowie Wlkp. | |
| Goszczanów                                                                  | 2018 |                                           | Pomnik Jana Pawła II został poświęcony 11 listopada 2018 roku (podczas odpustu św. Marcina). Został usytuowany na małym skwerku przed Kościołem Parafialnym św. Marcina i św. Stanisława w Goszczanowie przy ul. Tureckiej. Jest dziełem inspiracji emerytowanego proboszcza goszczanowskiego ks. kanonika Zdzisława Króla i przy jego znaczącym wkładzie finansowym oraz 16 ofiarodawców. Figura przedstawia papieża w stroju liturgicznym na cokole z czerwonego granitu. Monument miał upamiętnić setną rocznicę odzyskania niepodległości oraz czterdziestą rocznicę wyboru Karola Wojtyły na Papieża. Odsłonięcia pomnika dokonał ks. Król, który podziękował pozostałym fundatorom i zachęcał do modlitwy za przyczyną św. Jana Pawła II, w tym szczególnie modlitwy różańcowej. | |
| Góra Liwocz                                                                 | |                                           | Pomnik przy Sanktuarium Chrystusowego Krzyża i Matki Bożej Królowej Pokoju na Liwoczu | |
| Góra Świętej Anny                                                           | |                                           | | |
| Groń Jana Pawła II (Dekanat Andrychów)                                      | 2001 | Bogdana Ligęza-Drwal Światosław Karwat    | Pomnik przy Sanktuarium Górskim Matki Bożej Królowej Gór. Dzieło Bogdany Ligęzy-Drwal i Światosława Karwata | |
| Kalisz                                                                      | 1999 | Jan Kucz                                  | pomnik Jana Pawła II w Kaliszu, w Śródmieściu, na placu św. Józefa, wzniesiony w 1999 według projektu Jana Kucza; upamiętnia wizytę Jana Pawła II złożoną w Kaliszu podczas podróży apostolskiej Jana Pawła II do Polski w 1997. | |
| Kalwaria Zebrzydowska                                                       | |                                           | | |
| Katowice                                                                    | 2006 | Kazimierz Gustaw Zemła                    | Osobny artykuł: Pomnik Papieża Jana Pawła II w Katowicach . | |
| Kluczbork                                                                   | 2008 | Piotr Grzegorek                           | | |
| Konstancin                                                                  | |                                           | | |
| Koszalin, katedra Niepokalanego Poczęcia Najświętszej Maryi Panny           | 1 czerwca 1991 r. |                                           | | |
| Kraków, Pałac Biskupi                                                       | Został uroczyście odsłonięty w maju 1980 roku, w 60. rocznicę urodzin papieża (niektóre źródła podają jesień tego samego roku). | Jole Sensi Croci                          | Jest to dar samego papieża, który przywiózł pomnik do Krakowa w czasie pierwszej pielgrzymki do Polski, w czerwcu 1979. Zgodnie z wolą Jana Pawła II stanął on na tle okien prywatnej kaplicy biskupów krakowskich. | |
| Kraków, kościół św. Maksymiliana Kolbego na Mistrzejowicach                 | 1991 | Kazimierz Gustaw Zemła                    | Pomnik jest fundacją dwóch obywateli Macedonii, jego replika stoi od 1994 roku przy Wyższym Seminarium Duchownym w Łomży. | |
| Kraków, kościół Pana Jezusa Dobrego Pasterza                                | Pomnik odsłonięto w październiku 1998 roku.                                                                                     | Władysław Dudek, Stefan Kowalówka         | | |
| Kraków, Park Strzelecki                                                     | odsłonięty 1 lipca 2000. | Czesław Dźwigaj                           | Pomnik został ufundowany przez krakowskie bractwo kurkowe na pamiątkę spotkania z Ojcem Świętym w Watykanie. Siedząca figura papieża osadzona jest na kamieniu z czerwonego afrykańskiego marmuru, wieńczącym niewielki kopczyk. | |
| Kraków, Park im. Henryka Jordana                                            | 2000 | Stefan Dousa                              | Popiersie odsłonięte w listopadzie 2000 roku. | |
| Kraków, Seminarium ks. zmartwychwstańców (ul. ks. Pawlickiego)              | przed 2000? |                                           | Figura Jana Pawła II klęczącego przed Chrystusem znajduje się na terenie seminarium zakonnego księży Zmartwychwstańców na Dębnikach, pomnik ten odsłonięto prawdopodobnie jeszcze przed 2000 rokiem. Tam też znajduje się kopiec Jana Pawła II. | |
| Kraków, Cmentarz Rakowicki                                                  | 2005 | Czesław Dźwigaj                           | Pomnik na Cmentarzu Rakowickim został odsłonięty kilka dni po śmierci papieża. Przedstawia Jana Pawła II klęczącego z różańcem w ręce. Na cokole widnieją daty papieskich pielgrzymek do Polski. Ustawiono go tak, by wskazywał drogę do kwatery, w której znajduje się rodzinny grobowiec Wojtyłów i Kaczorowskich. Figura autorstwa Czesława Dźwigaja została odlana już w 2000 roku, jednakże ze względu na dyskusję, jaką wywołał projekt odsłonięcia pomnika żyjącego Papieża na cmentarzu, pomysł odsunięto w czasie. | |
| Kraków, Sanktuarium Bożego Miłosierdzia                                     | 2006 | Witold Cęckiewicz                         | Pomnik został odsłonięty 27 maja 2006 roku w czasie pielgrzymki do Polski papieża Benedykta XVI. Jest to 4,5-metrowej wysokości figura przedstawiająca papieża wypuszczającego z prawej dłoni gołębia pokoju, w lewej trzymająca pastorał. | |
| Kraków, Bazylika św. Michała Archanioła i św. Stanisława Biskupa w Krakowie | 2007 | Czesław Dźwigaj                           | Pomnik na placu przed kościołem św. Michała Archanioła i św. Stanisława na Skałce, odsłonięty 3 listopada 2007, upamiętnia wizytę Jana Pawła II w klasztorze w 1979 roku. Głównym fundatorem jest krakowskie bractwo kurkowe | |
| Kraków, klasztor na Skałce                                                  | 2008 | Wincenty Kućma z zespołem                 | Posąg Jana Pawła II jest jedną z siedmiu figur wchodzących w skład Ołtarza Trzech Tysiącleci, stojącego obok kościoła paulinów. | |
| Kraków, kaplica św. Małgorzaty i św. Judyty                                 | 2008 |                                           | Pomnik Jana Pawła II przed kaplicą na Salwatorze stanął w 2008 roku. | Pomnik Jana Pawła II – Kościół św. Małgorzaty Salwator · Pomnik Jana Pawła II – napis -Kościół św. Małgorzaty Kraków – Salwator |
| Kraków, Wawel                                                               | 2008 | Kazimierz Gustaw Zemła                    | 3-metrowy pomnik przed katedrą wawelską poświęcił 12 października 2008 kardynał Stanisław Dziwisz. Projekt wzbudził kontrowersje w środowisku historyków sztuki i konserwatorów, którzy wyrażali wątpliwości wobec idei kolejnego pomnika papieża, miejsca jego ustawienia, projektu Gustawa Zemły i braku konkursu w tej sprawie. | |
| Kraków, opactwo Cystersów w Mogile                                          | 2008 | Marek Kordyaczny                          | Pomnik przed kościołem Matki Boskiej Wniebowziętej i św. Wacława w Mogile został poświęcony 14 września 2008 przed kard. Stanisława Dziwisza. | |
| Kraków, kościół Matki Bożej Królowej Polski                                 | 2009 | Carlo Balljana                            | Pomnik „Jan Paweł II-Wiatr Nadziei” odsłonięty został 16 października 2009. Znajduje się w Krakowie – Nowej Hucie, w dzielnicy XVI Bieńczyce, przy ul. Obrońców Krzyża 1 na osiedlu Złota Jesień. Odlana z brązu figura Jana Pawła II stoi na wapiennym głazie. Autorem rzeźby jest Włoch Carlo Balljana. Pomnik został odsłonięty został przez kardynała Stanisława Dziwisza 16 października 2009. | |
| Kraków, kościół św. Mikołaja z Tolentino                                    | | Wojciech Batko                            | Popiersie. | |
| Kraków, Uniwersytecki Szpital Dziecięcy                                     | |                                           | Drewniana figura. | |
| Kraków, Centrum Jana Pawła II „Nie lękajcie się”                            | 2016 | Władysław Dudek                           | rzeźba z brązu wysokości 3,5 m poświęcona i odsłonięta 12 czerwca 2016. | |
| Krotoszyn                                                                   | 2005 |                                           | Pomnik Jana Pawła II w Krotoszynie został odsłonięty i poświęcony w 2005 r., który został usytuowany w pobliżu kościoła św. Andrzeja Boboli przy ul. Jerzego Popiełuszki w Krotoszynie. Monument został poświęcony przez biskupa Diecezji Kaliskiej ówczesnego Stanisława Napierałę. Koncepcję postaci świętego stworzył Czesław Dźwigaj, autor licznych pomników Ojca Świętego krakowski rzeźbiarz i profesor ASP. Na postumencie znajduje się herb papieski oraz słynny cytat papieski "Niech zstąpi Duch Twój i odnowi oblicze ziemi, tej ziemi". | |
| Legnica                                                                     | |                                           | | |
| Leżajsk                                                                     | 2000 | Marian Konieczny                          | Osobny artykuł: Pomnik Jana Pawła II w Leżajsku . | |
| Licheń Stary                                                                | |                                           | Osobny artykuł: Pomnik Jana Pawła II w Licheniu Starym . | |
| Lublin, Katolicki Uniwersytet Lubelski                                      | 1983 | Jerzy Jarnuszkiewicz                      | Pomnik Jana Pawła II i kardynała Stefana Wyszyńskiego | |
| Ludźmierz                                                                   | |                                           | | |
| Lwówek Śląski                                                               | 2014 |                                           | | |
| Łęki Górne                                                                  | |                                           | | |
| Łowicz                                                                      | |                                           | | |
| Milicz, kościół pw. św. Andrzeja Boboli                                     | |                                           | | |
| Niegowić, kościół Wniebowzięcia Najświętszej Maryi Panny                    | |                                           | Pomnik w pierwszej parafii Karola Wojtyły | |
| Nowy Sącz                                                                   | |                                           | | |
| Kościół Najświętszej Maryi Panny Królowej Polski w Olecku                   | 17 października 2007 | Anna Drozd-Tutaj                          | Na tablicach znajdują się cytaty z przemówienia papieża Jana Pawła II podczas wizyty w Ełku 8.06.1999 roku. | |
| Opatówek                                                                    | 2008 |                                           | Pomnik Jana Pawła II w Opatówku został odsłonięty w dniu 16 października 2008 roku i poświęcony przez księdza Jana Ludwiczaka, dyrektora seminaryjnej biblioteki w Kaliszu. Monument został usytuowany obok kościoła parafialnego pod wezwaniem Najświętszego Serca Jezusa w Opatówku. Pomnik powstał dzięki staraniom księdza proboszcza miejscowej parafii Władysława Czamara i jego parafian. | |
| Opoczno                                                                     | 2006 |                                           | Odsłonięcie pomnika nastąpiło 2 kwietnia 2006 r., a jego poświęcenia dokonał ks. kard. Stanisław Dziwisz 17 kwietnia 2008 r. Monument stoi przed wejściem do kościoła NMP Królowej Polski przy ul. Granicznej w Opocznie. | |
| Piekary Śląskie                                                             | |                                           | | |
| Płock                                                                       | |                                           | | |
| Poznań, kościół św. Karola Boromeusza na Winogradach                        | 2016 |                                           | | |
| Prudnik, Plac Farny                                                         | 2010 | Marian Molenda                            | Pomnik Jana Pawła II i kardynała Stefana Wyszyńskiego, naprzeciwko kościoła św. Michała Archanioła | |
| Prudnik, kościół Miłosierdzia Bożego                                        | 2011 |                                           | Pomnik z cokołem w stylu nagrobkowym ma ok. 3 m wysokości | |
| Racibórz                                                                    | |                                           | | |
| Radziechowy (k. Żywca)                                                      | | Czesław Dźwigaj                           | Część stacji V Golgoty Beskidów | |
| Rewal                                                                       | |                                           | | |
| Rokitno, bazylika Matki Bożej Rokitniańskiej                                | |                                           | | |
| Rybnik                                                                      | |                                           | | |
| Sandomierz                                                                  | |                                           | | |
| Sanok, kościół Przemienienia Pańskiego                                      | czerwiec 2011 | Marek Maślaniec i Agnieszka Świerzowicz   | Inicjatorem i donatorem był były prałat ks. Adam Sudoł. Odlewnikiem był Karol Badyna. Inskrypcja brzmi: Bł. Jan Paweł II, Papież. 1978-2005 | |
| Siedlce, Skwer im. Jana Pawła II                                            | |                                           | | |
| Sosnowiec, Plac im. Papieża Jana Pawła II                                   | 2006 | Jan Funek                                 | Pomnik Jana Pawła II w Sosnowcu | |
| Starogard Gdański (kościół św. Mateusza)                                    | 2004 | Dariusz Syrkowski                         | | |
| Starogard Gdański (kościół św. Wojciecha)                                   | |                                           | | |
| Suwałki                                                                     | |                                           | | |
| Szczecin                                                                    | |                                           | | |
| Szczepanów, bazylika św. Marii Magdaleny i św. Stanisława                   | |                                           | | |
| Świebodzice                                                                 | |                                           | | |
| Święta Lipka, bazylika Nawiedzenia Najświętszej Maryi Panny                 | | Krystyna Fałdyga-Solska i Bogusław Solski | Pomnik Jana Pawła II i kardynała Stefana Wyszyńskiego | |
| Tarnowskie Góry                                                             | 2006 | Artur Lubos                               | Zakon Posługujących Chorym (Ojcowie Kamilianie) | |
| Tarnów                                                                      | 1981 | Bronisław Chromy                          | Pierwszy pomnik w Polsce wykonany przez polskiego artystę. Ulokowany na starym mieście obok prezbiterium bazyliki. | |
| Toruń                                                                       | 2007 | Stanisław Radwański                       | Pomnik znajduje się w centrum miasta, na terenie Jordanek, u zbiegu Alei Jana Pawła II i Wałów gen. Władysława Sikorskiego. | |
| Toruń                                                                       | 2014 | Giennadij Jerszow                         | Pomnik Jana Pawła II znajduje się na terenie Radia Maryja. Ustawiony przez Fundację „Lux Veritatis” w 2014 roku. | |
| Trzebnica, bazylika i sanktuarium sw. Jadwigi                               | |                                           | | |
| Ustrzyki Dolne, kościół św. Józefa Robotnika                                | 2020 |                                           | | |
| Wadowice                                                                    | 2006 | Maksymilian Biskupski                     | Pomnik podobny do pomnika Jana Pawła II w Dukli. | |
| Warszawa, ul. Ateńska                                                       | |                                           | | |
| Warszawa, kościół Wszystkich Świętych                                       | |                                           | | Warszawa, kościół Wszystkich Świętych, pomnik papieża Jana Pawła II                                                             |
| Włocławek                                                                   | |                                           | | |
| Wrocław, kościół św. Maurycego                                              | 2014 | Stanisław Wysocki                         | Pomnik został uroczyście odsłonięty przez abpa Józefa Kupnego 26 października 2014 r. | |
| Wrocław, kościół św. Henryka                                                | |                                           | | |
| Zabawa, Sanktuarium bł. Karoliny Kózkówny                                   | |                                           | | |
| Zielona Góra                                                                | 2006 |                                           | Pomnik Jana Pawła II został poświęcony i odsłonięty 16 października 2006 roku. Stoi na placu przy kościele Ducha Świętego przy ul. Bułgarskiej. Inicjatorem powstania pomnika było miasto Zielona Góra | |
| Żyrardów                                                                    | |                                           | | |